# Olympische Sommerspiele 1936/Leichtathletik – 4 × 400 m (Männer)

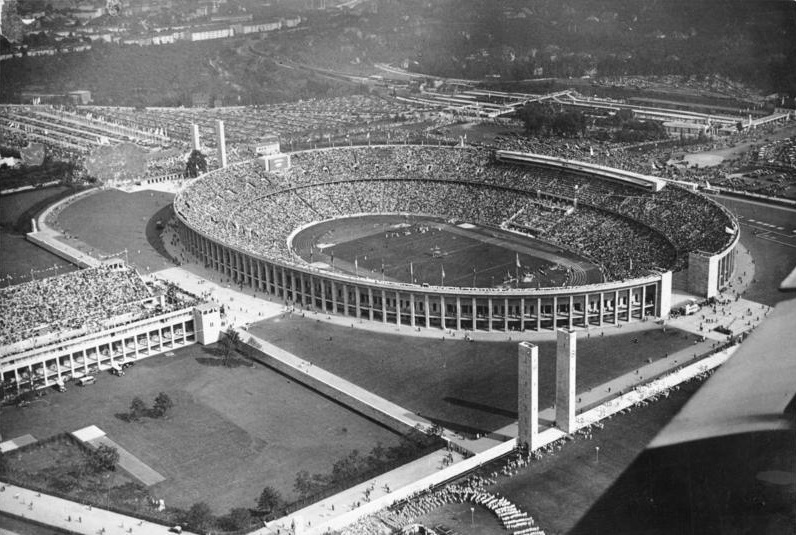
Das Olympiastadion in Berlin

Die 4-mal-400-Meter-Staffel der Männer bei den Olympischen Spielen 1936 in Berlin wurde am 8. und 9. August 1936 im Olympiastadion Berlin ausgetragen. Es nahmen 12 Staffeln mit 48 Athleten teil. 
Die britische Staffel gewann die Goldmedaille mit den Läufern Freddie Wolff, Godfrey Rampling, Bill Roberts und Godfrey Brown.
Silber ging an die US-Mannschaft in der Besetzung Harold Cagle, Robert Young, Edward O’Brien und Alfred Fitch.
Die deutsche Staffel gewann mit Helmut Hamann, Friedrich von Stülpnagel, Harry Voigt und Rudolf Harbig die Bronzemedaille.

## Bestehende Rekorde
| Weltrekord         | 3:08,2 min | USA (Ivan Fuqua, Edgar Ablowich Karl Warner, Bill Carr) | Finale OS Los Angeles. USA | 7. August 1932 |
| Olympischer Rekord | 3:08,2 min | USA (Ivan Fuqua, Edgar Ablowich Karl Warner, Bill Carr) | Finale OS Los Angeles. USA | 7. August 1932 |

Der bestehende Olympia- und Weltrekord wurde bei diesen Spielen nicht erreicht. Die siegreiche britische Staffel war im Finale allerdings nur um acht Zehntelsekunden langsamer.

## Durchführung des Wettbewerbs
Am 8. August wurden drei Vorläufe absolviert. Die jeweils besten zwei Mannschaften – hellblau unterlegt – qualifizierten sich für das Finale am 9. August.

## Vorläufe
8. August 1936, 16:30 Uhr

Wetterbedingungen: bedeckt, 19,4 °C, Windgeschwindigkeiten von ca. 1,5 m/s.
Es sind nicht alle Zeiten überliefert.

### Vorlauf 1
| Platz | Staffel | Besetzung                                                               | Zeit       | Anmerkung |
| ----- | ------- | ----------------------------------------------------------------------- | ---------- | --------- |
| 1     | USA     | Harold Cagle Robert Young Edward O’Brien Alfred Fitch                   | 3:13,0 min |           |
| 2     | Ungarn  | Tibor Ribényi Zoltán Zsitva József Vadas József Kovács                  | 3:17,0 min |           |
| 3     | Polen   | Tadeusz Śliwak Antoni Maszewski Kazimierz Kucharski Klemens Biniakowski | 3:17,6 min |           |
| 4     | Japan   | Aihara Toyoyi Ichihara Masao Cho Seiken Kubota Hiroyoshi                | 3:18,4 min |           |

### Vorlauf 2
| Platz | Staffel        | Besetzung                                                         | Zeit       | Anmerkung |
| ----- | -------------- | ----------------------------------------------------------------- | ---------- | --------- |
| 1     | Großbritannien | Freddie Wolff Godfrey Rampling Bill Roberts Godfrey Brown         | 3:14,4 min |           |
| 2     | Schweden       | Sven Strömberg Per Edfeldt Olof Danielsson Bertil von Wachenfeldt | 3:14,6 min |           |
| 3     | Frankreich     | Raymond Boisset Georges Guillez Georges Henry Prudent Joye        | 3:15,2 min |           |

### Vorlauf 3
| Platz | Staffel               | Besetzung                                                         | Zeit       | Anmerkung |
| ----- | --------------------- | ----------------------------------------------------------------- | ---------- | --------- |
| 1     | Deutsches Reich       | Helmut Hamann Friedrich von Stülpnagel Harry Voigt Rudolf Harbig  | 3:15,0 min |           |
| 2     | Kanada                | Marshall Limon Phil Edwards William Fritz John Loaring            | 3:15,0 min |           |
| 3     | Königreich Italien    | Angelo Ferrario Marsilio Rossi Otello Spampani Mario Lanzi        | 3:16,6 min |           |
| 4     | Südafrikanische Union | Willie Botha Frank Rushton William Lindeque Denis Shore           | 3:17,8 min |           |
| 5     | Tschechoslowakei      | Heinz Helmut Lorenz Evžen Rošický Břetislav Krátký Karel Kněnický | 3:22,2 min |           |

## Finale
| Platz | Staffel         | Besetzung                                                         | Zeit       | Anmerkung |
| ----- | --------------- | ----------------------------------------------------------------- | ---------- | --------- |
| 1     | Großbritannien  | Freddie Wolff Godfrey Rampling Bill Roberts Godfrey Brown         | 3:09,0 min |           |
| 2     | USA             | Harold Cagle Robert Young Edward O’Brien Alfred Fitch             | 3:11,0 min |           |
| 3     | Deutsches Reich | Helmut Hamann Friedrich von Stülpnagel Harry Voigt Rudolf Harbig  | 3:11,8 min |           |
| 4     | Kanada          | Marshall Limon Phil Edwards William Fritz John Loaring            | 3:11,8 min |           |
| 5     | Schweden        | Sven Strömberg Per Edfeldt Olof Danielsson Bertil von Wachenfeldt | 3:13,0 min |           |
| 6     | Ungarn          | Tibor Ribényi Zoltán Zsitva József Vadas József Kovács            | 3:14,8 min |           |

9. August 1936, 15:45 Uhr

Wetterbedingungen: sonnig, 22 °C, Windgeschwindigkeit von 1,6 m/s.
Wie bei den Olympischen Spielen 1932 über 4-mal 400 Meter setzten die US-Amerikaner mit Olympiasieger Archie Williams und dem Olympiadritten James LuValle ihre stärksten Läufer in diesem Wettbewerb nicht ein. Sie gingen davon aus, dass auch ihre Zweitbesetzung problemlos die Goldmedaille gewinnen würde. Doch diesmal hatten sie sich verrechnet. Nach den Startläufern führten ganz überraschend die Kanadier vor den USA und Großbritannien, die beim zweiten Wechsel die Führung vor den USA und Kanada übernahmen. Auf der dritten Teilstrecke vergrößerten die Briten ihren Vorsprung gegenüber den US-Amerikanern und Deutschland setzte sich nun mit deutlichem Abstand auf den dritten Platz knapp vor Kanada. Diese Reihenfolge änderte sich mit den Schlussläufern nicht mehr. Großbritannien erlief sich mit klarem Vorsprung Gold vor der US-Staffel. In einem harten Kampf mit den Kanadiern behauptete die deutsche Staffel knapp die Bronzemedaille.
Der olympische Rekord, gleichzeitig Weltrekord, den die US-Staffel bei den vorangegangenen Spielen aufgestellt hatte, blieb hier zwar bestehen, aber die Briten blieben nur acht Zehntelsekunden darüber.

## Video
- 1936, 4x400m, Men, Olympic Games, Berlin, youtube.com, abgerufen am 21. September 2017
- Berlin 1936 - Olympics - Olympia - Stadium - Athletics compilation1 - Leichtathletik1, Bereich 3:57 min bis 5:15 min, youtube.com, abgerufen am 15. Juli 2021